# Paramoera chevreuxi
Paramoera chevreuxi is een vlokreeftensoort uit de familie van de Pontogeneiidae. De wetenschappelijke naam van de soort is voor het eerst geldig gepubliceerd in 1927 door Stephensen.